# 西貢海鮮街

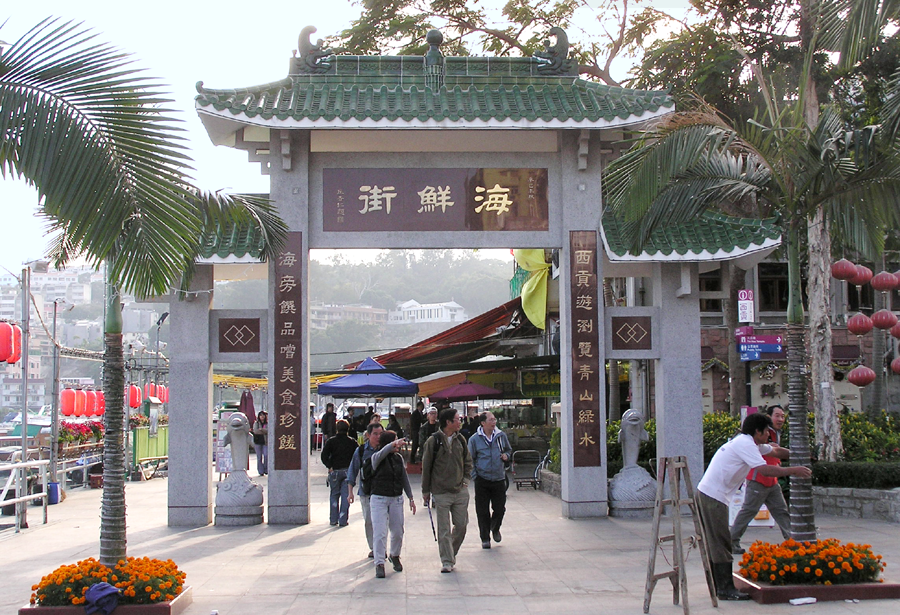
西貢海鮮街牌坊

西貢海鮮街，又名西貢海旁廣場，是香港一條步行街，位於新界西貢市海旁，以海鮮為主題，設有十多家海鮮餐館。該處的餐館門外均有大型水族箱，讓客人自行挑選喜愛的海鮮，再交由餐館內的廚師加工烹調。